# روبرت فراي
الفريق السير روبرت ألان فراي (بالإنجليزية: Sir Robert Alan Fry)‏ (ولد في 6 أبريل 1951) عمل في البحرية الملكية لأكثر من 30 عاما وشارك في عمليات عسكرية في أيرلندا الشمالية وحرب الخليج الثانية وحرب كوسوفو وحرب العراق وحرب أفغانستان. بعد تقاعده من الخدمة العسكرية ذهب إلى قطاع الأعمال الخاص وفي عام 2007 أصبح الرئيس التنفيذي لشركة هيوليت باكارد في مجال الدفاع والأمن في أوروبا والشرق الأوسط وأفريقيا. في عام 2010 تم تعيينه رئيسا لشركة ماكيني روجرز الدولية وبعد ذلك في عام 2011 في شركة ألباني شركاه.

## النشأة
بعد حصوله على درجة في الاقتصاد من جامعة باث وعمله لفترة في التجارة في مدينة نيويورك انضم فراي إلى قوات المارينز الملكية في عام 1973. قضى حياته المهنية الأولى في الواجبات الفيلقية والخاصة. تلاه الدراسة في كلية أركان الجيش في وزارة الدفاع ومديرية القوات الخاصة وفي العام الدراسي 1986/7 درس للحصول على درجة الماجستير في الدراسات الحربية من كلية كينجز لندن.

## المسيرة العسكرية
في عام 1989 تم تعيين فراي رئيس الأركان في المقر الرئيسي للواء المغاوير الثالث وبعد ذلك شارك في عملية توفير الراحة في شمال العراق. أعقب ذلك العودة إلى وزارة الدفاع قبل أن يتولى قيادة لواء المغاوير الخامس والأربعين في عام 1995. في عام 1997 في رتبة العميد أصبح مدير موظفي البحرية في وزارة الدفاع وبعد ذلك تولى قيادة لواء المغاوير الثالث في عام 1999 ونشر في كوسوفو.
تم تعيينه القائد العام للبحرية الملكية في عام 2001 وبعد ذلك بعام تولى مهام قائد القوات البرمائية في المملكة المتحدة حيث تم نشره كقائد للمكونات البحرية البريطانية للعمليات في الخليج العربي.
تولى منصب رئيس الأركان في المقر الدائم الدائم في نورثوود في مايو 2002 وظل في منصبه طوال عملية تخطيط العمليات ضد العراق وتنفيذها. تولى منصب نائب رئيس أركان الدفاع (الالتزامات) في يوليو 2003 وأبلغ رؤساء الوزراء المتعاقبين عن سير العمليات ردا على هجمات 11 سبتمبر.
في عام 2004 وجهت لجنة رؤساء الأركان إلى فراي وضع خطة لدعم الناتو وتحويل القوات البريطانية من العراق إلى أفغانستان حيث شاركوا منذ عام 2001. كان على الخطة أن تستوعب صعوبة العمليات المتزامنة في دورتين ولكنه اعتبر ضروريا لمنع فشل التحالف وفقدان جنوب أفغانستان لصالح طالبان.
تم نشره كممثل عسكري بريطاني أول ونائب قائد عام في القوات متعددة الجنسيات في العراق في مارس 2006 وتقاعد في عام 2007.

## لاحقا
في الفترة من يوليو 2007 إلى مارس 2010 شغل فراي منصب الرئيس التنفيذي لشركة إتش بي إنتيربريس سيرفيسز الدفاع والأمن في المملكة المتحدة حيث كان يدير ميزانية الأعمال الدفاعية التي تبلغ 1.5 مليار دولار أمريكي في أوروبا وأفريقيا والشرق الأوسط. في يناير 2010 تم تعيينه رئيسا للاستشارات التجارية في شركة ماكيني روجرز الدولية وفي عام 2011 أصبح رئيسا لشركة ألباني أسوسياتس. لا يزال مستشارا لشركة إتش بي وعدد من الشركات الأخرى في قطاعي الدفاع والمصارف.
فراي كاتب مقالات وأعمدة. أيضا هو أستاذ زائر في جامعة ريدنغ وزميل زائر في جامعة أكسفورد وأستاذ زائر في كلية لندن للدراسات الحربية في كلية كينجز لندن. أيضا هو عضو في المجلس التنفيذي للمعهد الملكي للخدمات المتحدة ووصي على مساعدة الأبطال.

## الجوائز
في وقت مبكر من حياته المهنية ذكر فراي في الإرساليات وعين عضوا في أمر الإمبراطورية البريطانية. في وقت لاحق عين قياديا لأمر الإمبراطورية البريطانية للحصول على الخدمات كقائد لواء متعدد الجنسيات في كوسوفو في عام 1998. في يوليو 2003 تم تعيينه قائد فارس لخدماته كمدير للعمليات في وزارة الدفاع ومنح وسام الإستحقاق الأمريكي في عام 2006 في جولته التشغيلية الأخيرة كنائب للقائد العام لقوات التحالف في العراق. في عام 2012 أصبح أول متلق غير أمريكي من جائزة أوسمك سيمبر فيديليس وفي عام 2014 حصل على الدكتوراه الفخرية من جامعة باث.

## العائلة
متزوج من ليز ولديهما ابنتان. يحافظ على صلاته العسكرية كعقيد من فوج الاستطلاع الخاص.